# 温超
溫超（英語：Wen Chao，1988年2月6日—），是一名出生於廣州的演員，也是电台节目主持，以模仿周星馳極其神似而聞名，有史上最酷似星爺的人的美譽。

## 簡介
溫超出生於廣州一個普通家庭，早年曾於內地視頻網站製作短片，在這段期間，其父死於車禍。其以酷似周星馳而聞名。其後王祖藍要找他拍攝《老表，你好嘢》一劇，但由於內地的一些手續問題而不能參與該劇組。在此後，周星馳親自找其合作，但仍然因為一些問題而不能成功。再之後王祖藍又曾想羅致其加盟《老表，你好Hea》，但仍然失敗。直到最後Sunday扮嘢王才成功出席。
在此期間，溫超也有在一些如《笑功震武林》等電影內客串演出，至《吉星高照2015》成為主演。

## 電影
| 首播   | 片名                     | 角色     | 備註     |
| ------ | ------------------------ | -------- | -------- |
| 2011年 | 蜜桃成熟時33D            | 星爺     | 幕後配音 |
| 2011年 | 保衛戰隊之出動喇！朋友！ | 大鵬     |          |
| 2012年 | 八星抱喜                 | 鄧祖蔭   |          |
| 2012年 | 爛賭夫鬥爛賭妻           | 超那星   |          |
| 2012年 | 嫁個一百分男人           | 神童星   |          |
| 2012年 | 懸紅                     | 東尼     |          |
| 2013年 | 笑功震武林               | 年輕人   |          |
| 2014年 | 惡戰                     | 油条     |          |
| 2015年 | 吉星高照2015             | 溫超     |          |
| 2015年 | 媽咪俠                   | 鄒聲池   |          |
| 2016年 | 斗地主傳奇               | 阿生     | 網絡電影 |
| 2016年 | 導火新聞線               | 囧報記者 |          |
| 2016年 | 3條友飲醉走              |          |          |
| 2017年 | 戒色师                   | 劉星     | 網絡電影 |
| 2017年 | 赌侠遇上魔术师           |          | 網絡電影 |
| 2017年 | 唐伯虎之幻变奇缘         | 唐伯虎   | 網絡電影 |
| 2017年 | 英雄風雲之五虎聯盟       | 葉繼文   | 網絡電影 |
| 2018年 | 八步半喜怒哀樂           |          |          |
| 2018年 | 黑洞来的那一夜           | 松松     | 網絡電影 |
| 2019年 | 我的同居小仙             | 夏琦     | 網絡電影 |
| 2019年 | 伏龍訣                   | 暮成雪   | 網絡電影 |
| 2020年 | 赌神之神                 | 陈家乐   | 網絡電影 |

## 電視劇
| 首播   | 片名           | 角色 | 備註   |
| ------ | -------------- | ---- | ------ |
| 2015年 | 翻身姐妹第一季 | 蟲子 | 網絡劇 |
| 2016年 | 翻身姐妹第二季 | 蟲子 | 網絡劇 |